# Peter Bromby
Peter Frederick Bromby (Sandys, 26 de agosto de 1964) es un deportista bermudeño que compite en vela en la clase Star.
Ganó una medalla de bronce en el Campeonato Mundial de Star de 1997. Participó en cuatro Juegos Olímpicos de Verano, entre los años 1992 y 2004, ocupando el cuarto lugar en Sídney 2000 y el octavo en Atenas 2004.

## Palmarés internacional
| \| Campeonato Mundial \| Campeonato Mundial \| Campeonato Mundial \| Campeonato Mundial \| \| Año \| Lugar \| Medalla \| Clase \| \| ------------------ \| --------------------------- \| ------------------ \| ------------------ \| \| 1997 \| Marblehead (Estados Unidos) \| Medalla de bronce \| Star \| |                             |                   |       |
| Campeonato Mundial |                             |                   |       |
| Año | Lugar                       | Medalla           | Clase |
| 1997 | Marblehead (Estados Unidos) | Medalla de bronce | Star  |